# Fortino di Serre la Garde
Il Fortino di Serre la Garde era una costruzione fortificata costruita già nel 1831 su un rilievo che domina Exilles e che, a sua volta, era andata a sostituire una ridotta settecentesca che controllava l'accesso alle postazioni di San Colombano, una frazione del comune di Exilles.

## Storia
In base al progetto del 1874 il Fortino di Serre la Garde avrebbe dovuto essere uno dei forti di supporto del Forte di Exilles data la sua posizioni dominante sul sottostante comune valsusino. Per questo il fortino, già presente e dotato di un modestissimo armamento, fu completamente ristrutturato tra il 1874 ed il 1875.
L'opera era costituita da una torre quadrata a tre piani fuori terra e dotata di due casematte per altrettanti cannoni da 9 ARC Ret Completavano l'armamento a disposizione della fortificazione anche 2 obici da 15 GRC Ret sistemati in barbetta sullo spalto della torre.
Seguendo il destino di tutte opere militari della Piazza di Exilles, il Fortino di Serre la Garde venne disarmato durante la prima guerra mondiale e le sue artiglierie vennero inviate sul fronte dolomitico.
Al termine della Grande Guerra venne destinato soltanto più a deposito di esplosivi per le fortificazioni circostanti e, proprio in quanto pieno di esplosivo, venne distrutto da un'esplosione causata da un fulmine abbattutosi sulla fortificazione stessa la notte del 22 agosto del 1923 (esplosione che causò la morte di 3 persone).

## Il forte oggi
Dopo la distruzione da parte dell'esplosione causata dal fulmine la Ridotta non venne più ricostruita ed oggi non restano che poche macerie e detriti completamente sommersi dalla vegetazione circostante l'area.